# Fluweelleemhoed
De fluweelleemhoed (Agrocybe putaminum) schimmel die behoort tot de familie Strophariaceae. Hij leeft saprotroof, vooral op houtsnippers in wilgengrienden, stadsparken en plantsoenen

## Kenmerken

### Uiterlijke kenmerken
Vruchtlichamen hebben een convexe hoed die later op volwassen leeftijd vlakker wordt en soms een ondiepe umbo ontwikkelt; de dop bereikt een diameter van 3-10 cm (1,2-3,9 inch). De kleur is aanvankelijk donkerbruin, maar vervaagt naar licht geelachtig bruin naarmate de leeftijd vordert. Het oppervlak van de dop is glad, mat en fijn berijpt, alsof het bedekt is met heel fijn meel. De kieuwen, die een sierlijke aanhechting aan de steel hebben, zijn bleek kleibruin van kleur, maar worden later dieper en worden donkerbruin nadat de sporen volwassen zijn geworden. De kieuwen zijn matig op elkaar gedrukt en worden afgewisseld met lamellulae (korte kieuwen die zich niet volledig uitstrekken van de kaprand tot de steel).
De cilindrische steel van Agrocybe putaminum meet 5-8 cm lang en 1-1,5 cm dik, en is dikker aan zowel de top als de knotsvormige basis. Aanvankelijk gevuld met een donzig merg, wordt de steel uiteindelijk hol. Het heeft dezelfde kleur als de dop en heeft een oppervlak dat wordt gekenmerkt door dunne opstaande randen (vooral aan de bovenkant); deze ruggen zijn afkomstig van myceliale koorden. Het vlees van de paddenstoel is wit, tot 1,5 cm (0,6 inch) dik, en verandert niet van kleur wanneer hij wordt gesneden of anderszins gewond raakt. De geur is zowel meelachtig (zoals versgemalen bloem) als schimmelachtig, terwijl de smaak bitter is, met een nasmaak van komkommer. De paddenstoelen zijn niet eetbaar.

### Microscopische kenmerken
Agrocybe putaminum produceert een donkerbruine sporenafdruk. De sporen zijn ruwweg elliptisch, glad, dikwandig met een kiempore en meten 10–12 bij 5–9 μm. De basidia (sporendragende cellen) zijn knotsvormig, hebben vier sporen en zijn 25-30 bij 10-15 μm. De steel is bedekt met caulocystidia, waardoor het een fluweelzachte textuur krijgt.

## Vergelijkbaer soorten
De oostelijke Noord-Amerikaanse soort Agrocybe smithii lijkt qua uiterlijk op A. putaminum. Het kan microscopisch van de laatste worden onderscheiden door de grootte en morfologie van zijn cystidia (in grote lijnen knotsvormig tot lageniform, 45-60 bij 12,5-20 μm), en de afwezigheid van pileocystidia. Een andere look-a-like, A. hortensis, mist pleurocystidia en heeft bredere cheilocystidia (11-25 μm) dan A. putaminum. Macroscopisch kan hij van Agrocybe praecox worden onderscheiden door de afwezigheid van een ring en door enige verdonkering bij het hanteren.

## Ecologie
Agrocybe putaminum is een saprobische soort. De vruchtlichamen groeien in budels of hechte groepen op de grond, meestal in houtsnippers, en zijn dus te vinden in tuinen, parken en andere gebieden waar dit soort mulch wordt gebruikt. 

## Verspreiding
Het is bekend dat het voorkomt in het westen van Noord-Amerika en Europa. Vroeger werd de soort als zeldzaam beschouwd; na het eerste rapport van de ontdekking in 1913 in Frankrijk, werd het zelden opnieuw geregistreerd: in Nederland in 1958, Denemarken in 1989, West-België en Italië in 1998, en India in 2003. De schimmel komt sindsdien steeds vaker voor en het verspreidingsgebied ervan heeft zich verspreid, samen met het toenemende gebruik van houtsnippermulch in sierbloembedden. Een aarneming uit 2007 uit de centrale kust van Californië was het eerste Noord-Amerikaanse vondst. Ook is het verschillende keren gemeld vanuit Zuidwest-Australië.
In Nederland komt de fluweelleemhoed matig algemeen voor.

## Taxonomie
Voor het eerst beschreven als Naucoria putaminum door de Franse mycoloog René Maire in 1913, uit tuingrond die bedekt was met pruimenstenen. Het werd in 1936 door Rolf Singer overgebracht naar het geslacht Agrocybe.

## Foto's

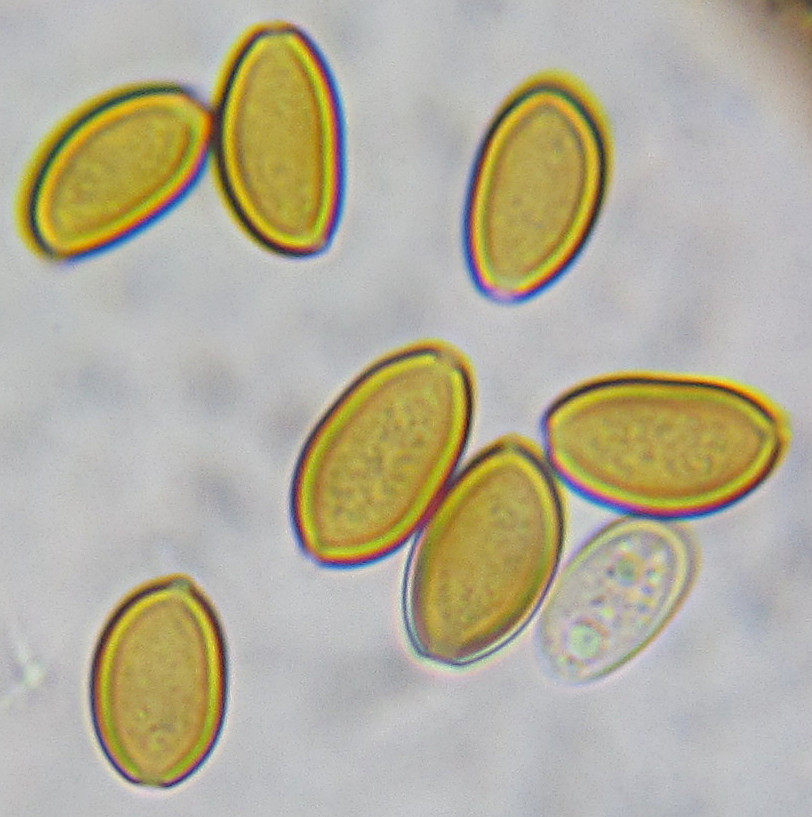
Sporen